# Marnas (Gaza)

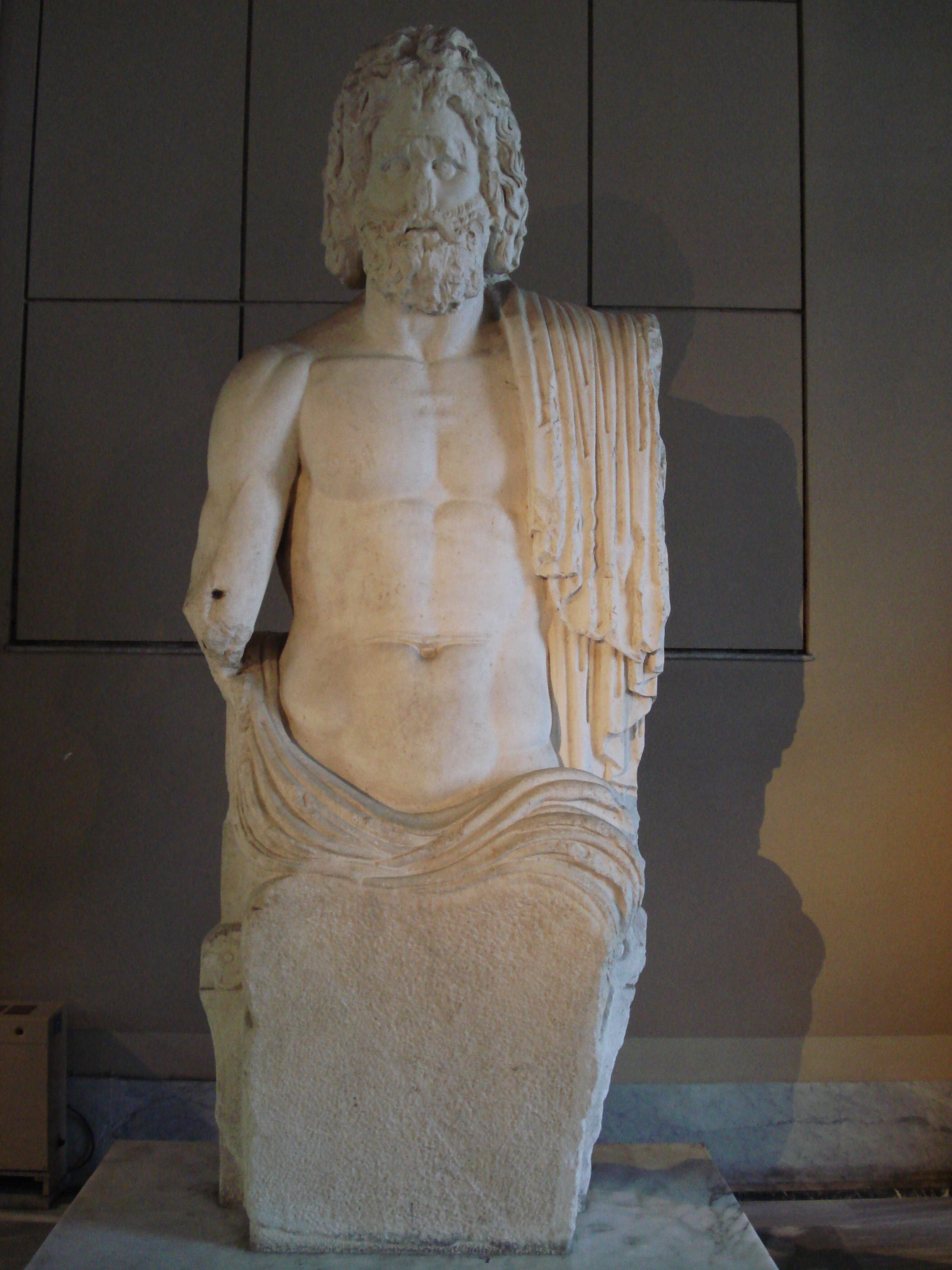
Statue des thronenden Zeus (= Marnas), 1879 bei Gaza aufgefunden (Archäologisches Museum Istanbul)

Marnas (Μαρνας) war die Hauptgottheit der antiken Stadt Gaza. Er wurde mit dem kretischen Zeus (Zeus Cretagenes) identifiziert. Sein Tempel, das Marneion, wurde im Jahr 402 auf Initiative des Bischofs Porphyrios von Gaza zerstört. Der Kult des Marnas ist ab der persischen bis in die spätantike Zeit nachweisbar oder von 450 v. Chr. bis 450 n. Chr.

## Name
Auf Münzen findet sich der Name des Gottes auch als ΜΑΡΝΑ Marna oder abgekürzt mit dem phönizischen Buchstaben Mem (𐤌).
Friedrich Baethgen schlug vor, den Namen Marna als aramäische Anrede „unser Herr“ (מרנא mrnʾ für marnā) zu verstehen. Die Herleitung aus dem Aramäischen hält Gerard Mussies für schwierig; man müsste annehmen, dass in Gaza ein besonderer Dialekt des Aramäischen gesprochen wurde. Edward Lipiński bekräftigt aber Baethgens Interpretation. Das würde bedeuten, dass die Anrede den Eigennamen des Gottes verdrängt hat.

## Quellen

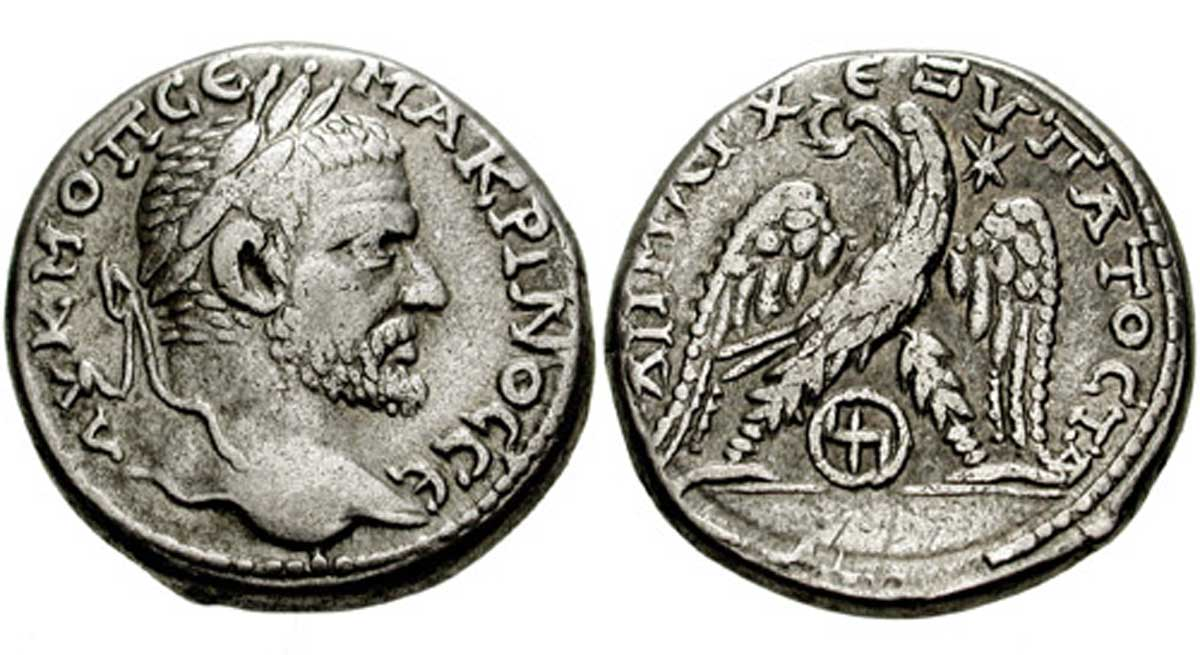
In Gaza geprägte Münze des Macrinus, Rückseite: Adler, darunter im Kreis der Buchstabe Mem für Marnas

## Tempel

### Marneion in Gaza
Mit dem Besuch des Kaisers Hadrian im Jahr 130 verband sich die Erinnerung an den Bau oder die Wiedererrichtung des Haupttempels von Gaza. Damit begann eine neue städtische Ära. In Gaza geprägte Münzen kommemorieren dieses Ereignis und geben auch einen Eindruck von der Architektur des Marneions. In den Jahren 131/132 und 134/135 wurden in Gaza Münzen geprägt, welche auf der Rückseite die Gottheiten Marnas und Artemis in einem Distylos darstellen. Die Interpretation auf Tempelbaumaßnahmen unter Hadrian ist allerdings kein Konsens.
Die Vita Porphyrii enthält eine Beschreibung des Marneion. Demnach handelte es sich um einen Rundbau. Man kann den Text so verstehen, dass das Heiligtum ein kuppelüberwölbter Zentralbau war, der von zwei konzentrischen Kolonnadengängen umgeben war. Gerard Mussies deutet den Rundbau als Mausoleum des sterbenden und wieder auferstehenden Fruchtbarkeitsgottes Marnas. Aber Rundbauten waren nicht funktionsgebunden, sondern vor allem „Aufwandsarchitektur.“ Der Leser der Vita verstand, dass das Marneion ein prächtiger, aber auch unkanonischer, orientalischer Tempelbau war. Hugo Brandenburg erwägt, dass die Beschreibung des Marneions eine spätere Ergänzung des Textes (6./7. Jahrhundert) war, in der keine Kenntnis des Marnasheiligtums mehr vorhanden war, eine „Rückprojektion zeitgenössischer Architekturformen.“
Im Marneion fanden im Zeichen einer relativ toleranten bzw. pragmatischen Religionspolitik unter den Kaisern Valens, Valentinian I. und Theodosius I. noch 395/396 öffentliche Opfer statt. Der Vita Porphyrii zufolge erwirkte Bischof Porphyrios im Jahr 398 am Kaiserhof ein Reskript, dass alle paganen Tempel in Gaza geschlossen werden sollten. Der Kult im Marneion wurde jedoch im Geheimen weitergeführt, da der kaiserliche Beamte bestochen worden war. Erst als er persönlich nach Konstantinopel reiste, erreichte Porphyrios durch Fürsprache der Kaiserin Eudoxia, dass Kaiser Arcadius die Zerstörung aller paganen Tempel in Gaza befahl. Der Vita Porphyrii zufolge verbarrikadierten sich die Priester des Marnas zunächst im inneren Tempel und verbargen Kultbilder und Kultgeräte in unterirdischen Räumen, bevor sie durch geheime Ausgänge flohen. Porphyrios leitete die Zerstörung des Marneion, die wie ein religiöses Ritual vollzogen wurde. An der Stelle des Tempels wurde mit Unterstützung der Kaiserin die Hauptkirche der Stadt errichtet. Porphyrios ließ Marmorplatten aus dem Adyton des Marneion zur Pflasterung des Kirchenvorplatzes verwenden. Diese tägliche Profanierung durch darüber laufende Menschen und Haustiere war für die Marnasverehrer schwer erträglich. Sie vermieden es noch lange nach der Zerstörung ihres Heiligtums, selbst diesen Platz zu betreten.

### Marnas-Heiligtum von Portus Traiani
Eine Ehreninschrift, die Gazaer für Kaiser Gordian III. in Portus Traiani anbringen ließen, blieb in einer Abschrift aus der Zeit der Renaissance erhalten. Demnach gab es an der tyrrhenischen Küste unweit von Rom ein Heiligtum „des Gottes der Vorfahren“ (= des Marnas), das wahrscheinlich von Seeleuten und Händlern aus Gaza aufgesucht wurde.

## Kult
Pseudo-Marcus Diaconus beschreibt in der Vita Porphyrii die Rituale, welche in Gaza anlässlich einer Dürre durchgeführt wurden, um Marnas als „Herrn der Regenfälle“ zum Eingreifen zu bewegen: Im Marneion wurden sieben Tage lang Hymnen gesungen und Opfer dargebracht. Die Marnasverehrer zogen in Prozession zu einem Gebetsort außerhalb der Stadt. „Dies war zweifellos ein Schrein unter freiem Himmel: ein Altar in einem heiligen Bezirk.“
In seiner Vita des Hilarion beschrieb Hieronymus ein Wagenrennen in Gaza, das er Consualia nannte und das somit oberflächlich an den römischen Kultkalender angepasst war (schließlich hatte Gaza den Status einer römischen Kolonie). Da es in der Hilarion-Vita aber um einen Wettkampf zwischen dem Marnas geweihten Pferdegespann des heidnischen Wagenlenkers und dem mit Weihwasser gesegneten Pferdegespann des christlichen Wagenlenkers Italicus ging, scheint das Wagenrennen, welches im Jahreslauf anlässlich des Einbringens der Ernte stattfand, zum Kult des Marnas gehört zu haben.
Das griechisch-syrische Maiouma-Fest ist für Ostia, Konstantinopel und Antiochia nachgewiesen; Maiouma-Kulträume sind inschriftlich in mehreren Orten bezeugt, und eine Darstellung als Dreikuppelbau findet sich auf der Mosaikkarte von Madaba in der Nachbarschaft von Charachmoba (al-Karak). Franz Cumont vermutete wegen des Belegs aus Ostia und des Marnas-Heiligtums im nahen Portus, dass es sich um ein Wasserfest des Marnas handelte. Diese Zuordnung wurde vielfach übernommen. Beispielsweise argumentiert Glen W. Bowersock: mai ist das semitische Wort für Wasser; der Hafen von Gaza hieß Maiouma. Gaza mit seinem lebendigen paganen Marnas-Kult sei deshalb „ein erstklassiger Kandidat“ für das Maiouma-Fest. Nicole Belayche betont dagegen, dass ein Zusammenhang des Maiouma-Festes mit dem Kult des Marnas nicht belegt ist, und es aus Gaza keine Zeugnisse des Maiouma-Festes gibt.